# One (Pete Philly)
One is het vierde studioalbum van Pete Philly, en het eerste studioalbum dat hij tijdens zijn solocarrière uitbrengt. Het album behaalde de achtste positie in de Album Top 100 in de eerste week van de release. Het album werd uitgebracht op 7 oktober 2011 door PIAS Holland. Philly was zelf verantwoordelijk voor de productie van de nummers en werd hierin bijgestaan door Mitch van der Winkel (Dj PCM).

## Nummers
Alle teksten zijn geschreven door Pieter Monzon. 
| 1.                 | One                           | 02:10 |
| 2.                 | Ocean                         | 03:15 |
| 3.                 | Leaves That Are Green         | 02:01 |
| 4.                 | Love’s Eulogy                 | 05:33 |
| 5.                 | True                          | 03:52 |
| 6.                 | Gemini Solo                   | 04:11 |
| 7.                 | Caterpillar                   | 04:44 |
| 8.                 | What Do We Fight For?         | 03:16 |
| 9.                 | Let It Go (feat. Alain Clark) | 04:59 |
| 10.                | Game                          | 03:31 |
| 11.                | The Day                       | 05:26 |
| 12.                | Mirror (Bonus)                | 02:27 |
| Totale duur: 45:25 |                               |       |

## Hitnotering
| Album met eventuele hitnotering(en) in de Nederlandse Album Top 100 | Datum van verschijnen | Datum van binnenkomst | Hoogste positie | Aantal weken | Opmerkingen |
| ------------------------------------------------------------------- | --------------------- | --------------------- | --------------- | ------------ | ----------- |
| One                                                                 | 07-10-2011            | 15-10-2011            | 8               | 1*           |             |